# A Tribe Called Quest
A Tribe Called Quest fue un grupo de hip hop estadounidense, originalmente formado en Queens, Nueva York, en 1985. El grupo estaba originalmente conformado por el rapero y productor Q-Tip (Kamal Fareed), el rapero Phife Dawg (Malik Taylor), el Dj y coproductor Ali Shaheed Muhammad. El cuarto miembro Jarobi White, solo estuvo presente en el primer disco y dejó el grupo en 1991. Año en el cual más tarde el grupo lanzaría su segundo álbum influenciado por el jazz The Low End Theory, considerado por moldear el hip hop alternativo de los años 1990. El grupo se caracterizó por una fuerte impronta artística, además de una cierta actitud bohemia en comparación a otras agrupaciones contemporáneas del género.
Junto con De La Soul, el grupo fue la parte fundamental de Native Tongues, disfrutando del mayor éxito comercial de todos los grupos que emergieron de ese colectivo. En 1998 el grupo se separó después del lanzamiento de su quinto álbum, The Love Movement, pero en 2006 los integrantes originales del grupo se reunieron e hicieron un tour en los Estados Unidos. En 2016 el grupo lanzó su sexto y último álbum, We Got It from Here... Thank You 4 Your Service, el cual seguía incompleto cuando Phife Dawg murió repentinamente en marzo de 2016 y fue completado por otros miembros tras su muerte.
El grupo está considerado como uno de los pioneros del hip hop alternativo. John Bush de AllMusic los llamó el grupo más inteligente y artístico de rap en los 90. La revista The Source le dio al álbum debut del grupo, People’s Instinctive Travels and the Paths of Rhythm (1990), un índice de audiencia perfecto de 5 ‘mics’, la calificación más alta de la revista. En 2005, el grupo recibió un premio por sus logros en los Billboard R&B/Hip Hop awards en Atlanta.
En abril de 2024, A Tribe Called Quest logró conseguir su puesto en el Salón de la Fama del Rock and Roll, junto a otras bandas como Foreigner, la banda solista del cantante Ozzy Osbourne etc.

## Historia

### Inicios
Q-Tip (Kamaal Ibn John Fareed) y Phife Dawg (Malik Izaak Taylor) fueron amigos desde la infancia, crecieron juntos en Queens, Nueva York. Inicialmente Q-Tip se presentaba como artista solitario bajo el nombre de MC Love Child, ocasionalmente se uniría con Ali Shaheed como un dúo de rapero-DJ. Mientas el dúo hacía frecuentemente demos con Phife, él solo se volvió un miembro oficial cuando Jarobi White se unió; el grupo se llamó Crush Connection. El nombre final del grupo fue creado por los Jungle Brothers en 1988, quienes fueron a la misma escuela que Q-Tip y Muhammad. Q-Tip hizo dos diferentes apariciones en el álbum debut de Jungle Brothers, Straight out the jungle, en las canciones Black is Black y The Promo.
A inicios de 1989 el grupo firmó un contrato con Geffen Records y produjo un demo de 5 canciones, que incluiría canciones de álbumes posteriores como «Description of a Fool», «I Left My Wallet in El segundo» y «Pubic Enemy». Geffen decidiría no ofrecer un contrato de grabación y así el grupo tuvo permiso para negociar un nuevo contrato. Después de recibir lucrativas ofertas para contratos de varios álbumes, por parte de varias disqueras, el grupo firmó un modesto contrato con Jive Récords, que eran entonces conocidos como un sello independiente, y había dado paso a exitosos artistas como Too Short y Boogie Down Productions.

### People's Instinctive Travels and the Paths of Rhythm(1990)
Antes de cumplir un año su contrato con Jive, el grupo lanzó su primer sencillo, Description of a Fool. Su álbum debut People's Instinctive Travels and the Paths of Rhythm, fue lanzado el 10 de abril de 1990, estuvo marcado por un enfoque lírico 'travieso', un contenido alegre como sexo con protección, vegetarianismo y experiencias de jóvenes; y en menor medida un idiosincrático sentido del humor que estaba libre de los dos, el hardcore hip hop y los aspectos de izquierda del hip hop conciencia.
Las críticas del álbum fueron inicialmente mixtas, Count Drácula de The Village Voice lo llamó estimulantemente bueno y tan dulce y lírico, amigable con el oyente. Se podría escuchar mientras se lee a Proust. The Source le dio al álbum 5 ‘mics’, la calificación más alta posible. Sin embargo Chuck Eddy de Rolling Stones escribió que el álbum era de los álbumes de rap menos bailables de la historia y también agregó es imposible pensar como la gente le dará uso a esta música. 
El álbum solo ganó momentum cuando se lanzaron los sencillos "Bonita Applebum" y "Can I Kick It?", y ganó certificación oro 6 años después. Después del lanzamiento, Jarobi White dejaría el grupo por razones personales. Una edición remasterizada por los 25 años de People's Instinctive Travels and the Paths of Rhythm está disponible en Legacy Recordings y RCA.

### The Low End Theory(1991)
El segundo álbum, The Low End Theory, fue lanzado el 24 de septiembre de 1991, con Check the Rhime como sencillo, el cual contenía un sample de Average White Band Love Your Life, la canción estableció el juego musical entre Q-Tip y Phife, hasta entonces la mayoría de las canciones del grupo solo la voz de Q-Tip.
El grupo se empezó a enfocar en un gran rango de problemáticas sociales, llegando a abordar temas como el consumismo (Skypager). Las canciones eran más abruptas, cortas y con un bass más sonoro. Entre los artistas invitados estaban Leaders of the New School, Brand Nubian y Vinia Mojica. Su innovativo sampleo y estructuras de canciones de jazz llevaron a muchos críticos a encasillar su estilo como jazz-rap, un término con el que Q-Tip no estaba de acuerdo pues sentía que describía mejor a grupos como Stetsasonic, mientras que malinterpretaba A Tribe Called Quest que no siempre tenía bases de jazz en sus canciones.
El álbum fue producido por A Tribe Called Quest, junto a Skeff Anselm (dos canciones). Pete Rock creó el borrador de "Jazz (We've Got)". En contraste con la mayoría de álbumes de hip-hop lanzados en los principios de los 90 que contenían fuertes beats, con un rápido tempo como Ice Cube AmeriKKKa's Most Wanted (1990) o Dr. Dre The Chronic (1992) The Low End Theory contenía ritmos discretos, graves y pesados que enfatizaban la naturaleza pensativa del disco. Las sesiones de grabación y la mezcla del álbum fueron llevadas por Bob Power en Battery Studios, en Nueva York.
Rolling Stone elogió el álbum, además de posicionarlo en #154 en su lista de Los 500 mejores álbumes de todos los tiempos y también como uno de los álbumes esenciales de los 90. Más elogios fueron dados por Spin, que lo nombró entre los 90 mejores álbumes de los 90. Allmusic llamó el álbum uno de los mejores álbumes de la historia del hip-hop y un álbum que suena mejor con cada escuchada.
El álbum fue reconocido:
- 5 Mic Album award de The Source (1991)
- #2 en Ego Trip’s Hip Hop's 25 Greatest Albums by Year 1980–98 (1999)
- #53 en Blender’s 100 Greatest American Albums of All time (2002)
- #56 en Pitchfork Media’s Top 100 Favorite Records of the 1990s (2003)
- #154 en Rolling Stone’s Best 500 Albums of All Time (2003)
- Spin Magazine
  - #32 en Top 90 Albums of the 90s (1999)
  - #38 en Top 100 Albums of the Last 20 Years (2005)
  - #87 en 100 Alternative Albums (1995)

The Low End Theory fue un éxito en ventas, para el 19 de febrero de 1992 había sido certificado oro por la RIAA. Para 1995 ya era certificado platino. Envueltos en el éxito el grupo hizo otro tour e hizo una canción Hot Sex para la banda sonora de Boomerang en 1992.

## Discografía

### Álbumes de estudio
- 1990: People's Instinctive Travels and the Paths of Rhythm
- 1991: The Low End Theory
- 1993: Midnight Marauders
- 1996: Beats, Rhymes and Life
- 1998: The Love Movement
- 2016: We Got It from Here... Thank You 4 Your Service

### Compilaciones
- 1992: Revised Quest for the Seasoned Traveller
- 1999: The Anthology
- 2003: Hits, Rarities & Remixes
- 2006: The Lost Tribes
- 2008: The Best of A Tribe Called Quest

## Carrera como solistas

### Q-Tip
Bajo la dirección de Violator, Q-Tip lanzó exitosamente su carrera como solista, la cual tuvo 2 éxitos (Vibrant Thing y Breathe and Stop) y el álbum certificado oro Amplified, lanzado en 1999. El álbum fue producido por el mismo Q-Tip, Jay Dee (como The Umah) y DJ Scratch.
Después de Amplfied, Q-Tip cambió de direcciones y lanzó en el 2002 Kamaal The Abstract, álbum en el que fue cantante y director de banda, a diferencia de su trabajo con A Tribe Called Quest, en el trabajo solo, Kamaal el sonido fue construido a través de música en vivo y canciones conceptos abstractos, todos orquestados por el mismo Q-Tip. Arista Records se negaría a lanzar el álbum pues alegaban que no sería comercial viniendo de un rapero, resultando esta situación en Q-Tip dejando la discografía. Grabó en 2005 un álbum llamado Open, más accesible y con colaboraciones de André 3000, Common y D'Angelo. Después de firmar con Universal Motown Records, el disco otra vez fue rechazado por la discografía Lanzó el autoproducido The Renaissance bajo el sello en el 2008 y Kamaal The Abstract fue lanzado un año después por Battery Records.

### Phife Dawg
Su primer álbum titulado Ventilation: Da LP, lanzado en 2000 contiene producción de Jay Dee y Pete Rock. En su sencillo titulado 'Flawless' Phife Dawg le tiró en un par de líneas a Q-Tip, sin embargo muy pronto arreglaron sus diferencias. Desde entonces Phife Dawg, quien era diabético, mantuvo relativamente un perfil bajo mientras grababa su atrasado segundo álbum Songs Of The Key Phife: Volume 1 (Cheryl's big son). Phife murió en marzo de 2016 por complicaciones con la diabetes.

### Ali Shaheed Muhammad
Uniéndose con otros dos artistas de otros grupos, Raphael Saadiq de Tony! Toni! Toné!, y Dawn Robinson de En Vogue, Ali Shaheed iniciaría un grupo llamado Lucy Pearl. El grupo tuvo dos hits importantes Dance Tonight y Don't Mess With My Man, y su álbum homónimo fue certificado oro pocos meses después de su lanzamiento (2000). Después de una disputa entre Saadiq y Robinson esta última abandonó el grupo y fue reemplazada por Joi; sin embargo este miembro solo duraría por el resto del tour.
Después Ali Shaheed se concentró en desarrollar una camada de artistas, de los cuales la mayoría harían aparición en su debut álbum Shaheedullah and Stereotypes, lanzado independientemente en 2004. En 2013, Ali Shaheed ayudó a hostear el podcast de hip-hop Microphone Check en NPR Music con Frannie Kelly.

## Legado
El crítico de Allmusic John Bush llamó A Tribe Called Quest sin lugar a dudas, el grupo más inteligente y artístico de rap en los 90, más tarde diciendo que el grupo perfeccionó el hip-hop alternativo a hardcore y gangsta rap. En el momento en que el sonido bass del P-funk dominaba la producción en el hip-hop, el grupo creó un puente entre jazz y hip-hop, incorporando samples de bebop y hard bop y grabando con el icono del jazz el contrabajista Ron Carter. La producción del grupo influenció a sus contemporáneos, cambiando así el sonido del hip-hop; Dr. Dre produjo su exitoso debut The Chronic después de estar inspirado por The Low End Theory. Kierna Mayo, antigua editora en jefe de Ebony, dijo que «The Low End Theory y Midnight Marauders dieron nacimiento a 'casi-todo'... La generación entera de D'Angelo, Erykah Badu, Maxwell y Lauryn Hill —pasando por André 3000, Kanye West y Talib-Kweli—, todo lo que queda empieza con Tribe». El grupo también ha sido acreditado por ayudar las carreras en solitario de Busta Rhymes, J Dilla y Consequence.

## Filmografía
El grupo fue el protagonista del aclamado documental Beats, Rhymes & Life: The Travels of A Tribe Called Quest, dirigido por Michael Rapaport.